# Rolf Hesterberg
Rolf Hesterberg (* 1927 in Balsthal; † 24. März 2013) war ein Schweizer Architekt, Raumplaner und Gründungsmitglied des Architekturbüros Atelier 5, welches er 1955 gemeinsam mit Erwin Fritz, Samuel Gerber, Hans Hostettler und Alfredo Pini in Bern gründete.

## Leben
Seine Schulzeit verbrachte er in Balsthal, Biel und Bern. In den Jahren 1943 bis 1946 machte er eine Bauzeichnerlehre. Anschließend, von 1946 bis 1949, besuchte er das Technikum Burgdorf. Er schloss mit dem Diplom ab. In den Jahren 1949 bis 1955 arbeitete er bei Eduard Lanz, Heinrich Müller (1877–1952) und Hans Brechbühler. Im Jahr 1955 errang er als einziger Architekt eine Auszeichnung beim eidgenössischen Kunststipendien-Wettbewerb. Studienreisen führten ihn nach Frankreich, Italien und Deutschland. In seiner Freizeit war er als Bergsteiger aktiv.
Die Kollegen Fritz, Hostettler und Pini lernte er im Büro von Hans Brechbühler kennen. Mit ihnen und Samuel Gerber gründete er in Bern das Architektenkollektiv. Kurz danach erweiterte sich die Gruppe um Niklaus Morgenthaler (1956) und Fritz Thomann (1959). Für das Kollektiv galt, dass die Entwürfe gemeinsam erarbeitet wurden und die gesamte Gruppe die Autorenschaft übernahm. Jeder bekam den gleichen Lohn und hatte den gleichen Anteil an der Haftung. Die verschiedenen Leistungsphasen an einem Bauwerk galten als gleichwertig. Eigenständig baute Hesterberg ab dem Ende der 1960er Jahre eine büroeigene Abteilung für Städtebau und Raumplanung auf. Er gehörte Atelier 5 von 1955 bis 1990 an.
Für die Anfangszeit, die stilistisch stark von Le Corbusier beeinflusst waren, stehen Projekte wie das Haus Alder (Rothrist, 1957/58), die Reihenhäuser Flamatt I (1957/58) sowie Haus Dorta (Vordemwald, 1959/60). Zwischen 1955 und 1961 entstand die Siedlung Halen, die die Architektengemeinschaft bekannt machte. Er war Auftraggeber des Projekts Flamatt 2 in der Siedlung Halen. Verschiedene Projekte, wie die Siedlung Halen und das Haus Steinmann in Aarburg, stehen inzwischen unter Denkmalschutz.
Hesterberg beteiligte sich an Architekturwettbewerben und gehörte Beurteilungsgremien an. Er war als Architekt BSA-Mitglied sowie Schriftführer und als Städteplaner FSU-Mitglied.

## Werk (Auswahl)
- Siedlung Halen (mit E. Fritz, S. Gerber, H. Hostetter, A. Pino, A. Morgenthaler, F. Thomann)[18][19][20][21][22]
- Haus Alder (mit E. Fritz, S. Gerber, H. Hostetter, A. Pino, A. Morgenthaler)
- Flamatt I (mit E. Fritz, S. Gerber, H. Hostetter, A. Pino, A. Morgenthaler)[23]
- Haus Steinmann (mit E. Fritz, S. Gerber, H. Hostetter, A. Pino, A. Morgenthaler)[24]
- Wohnhaus im Elgg (mit E. Fritz, S. Gerber, H. Hostetter, A. Pino, A. Morgenthaler, F. Thomann)[25]
- Einfamilienhaus am Murtensee (mit E. Fritz, S. Gerber, H. Hostetter, A. Pino, A. Morgenthaler, F. Thomann)[26]
- Casa Previ 4, Lima[27]